# Тролейбусна лінія Тирасполь — Бендери
Тролейбусна лінія Тирасполь — Бендери — міжміський тролейбусний маршрут між столицею Придністров'я Тирасполем і другим за величиною придністровським містом Бендери.
Протяжність тролейбусної лінії — 33 км.
Маршрут поклав початок тролейбусному руху в Бендерах. Обслуговується тролейбусними парками обох міст.

## Історія
Перший тролейбус в Бендери розпочав роботу 19 червня 1993 року, рівно через рік після початку збройного конфлікту в Придністров'ї. З цієї нагоди та на честь пам'яті про цю подію маршруту присвоїли пам'ятний № 19.
30 травня 2012 року на робочій нараді в держслужбі транспорту і дорожнього господарства Тирасполя прийнято рішення про подовження маршрут № 19 Республіканської лікарні. Необхідність в цьому виникла в зв'язку з численними зверненнями студентів Придністровського держуніверситету.
З 12 червня 2012 року маршрут № 19 подовжений до Республіканської лікарні.
28 вересня 2012 року на лінію вийшли нові тролейбуси БКМ 321 та БКМ 420030 «Вітовт».
З 1 січня 2013 року відповідно Наказу МУП «Тираспольске тролейбусне управління» № 254 від 28.12.2012, встановлені тарифи на проїзд у розмірі 2,5 руб., на тролейбусах з низькою підлогою — 3 рубля В січні 2013 року вперше на маршрут № 19 вийшов тролейбус моделі МАЗ 103Т.
23 листопада 2015 року запущений новий тролейбусний маршрут № 19А між містами Тирасполь і Бендери. Обслуговується 5 тролейбусами МУП «Бендерське тролейбусне управління» (БТУ). Маршрут № 19 працює по старій трасі.
З 4 грудня 2015 року відбулися зміни в кількості випусків на міжміських маршрутах № 19 і 19А.
З восени 2018 року планується запровадити введення електронних квитків в тролейбусах замість талонів.

## Маршрути
Тролейбусний маршрут № 19 обслуговується 8 тролейбусами МУП «Тираспольске тролейбусне управління» (ТТУ), а маршрут № 19А — 3 машинами «ТТУ» і 2 тролейбусами «БТУ». Таким чином, міжміська троейбусна лінія обслуговується 11 машинами від Тирасполя і 2 — від Бендер. Загальний випуск становить 13 машин.
| Тролейбусна лінія Тирасполь — Бендери | Тролейбусна лінія Тирасполь — Бендери | Тролейбусна лінія Тирасполь — Бендери                  |
| №                                     | Маршрут руху | Примітки                                               |
| ------------------------------------- | --- | ------------------------------------------------------ |
| 19                                    | Республіканська клінічна лікарня (Тирасполь) — Бородінська площа — вулиця 25 Жовтня — Тернівка — Паркани-2 — с. Паркани-1 — Вулиця Лазо (Бендери)                                                             | Через вулицю 25 Жовтня                                 |
| 19А                                   | Республіканська клінічна лікарня (Тирасполь) — Бородінська площа — Республіканський стадіон — Університет — вулиця Карла Лібкнехта — Тернівка — Паркани-2 — с. Паркани-1 — Автовокзал — Вулиця Лазо (Бендери) | З 23 листопада 2015 року, через вулицю Карла Лібкнехта |